# رسامو الاسكتشات الحضارية

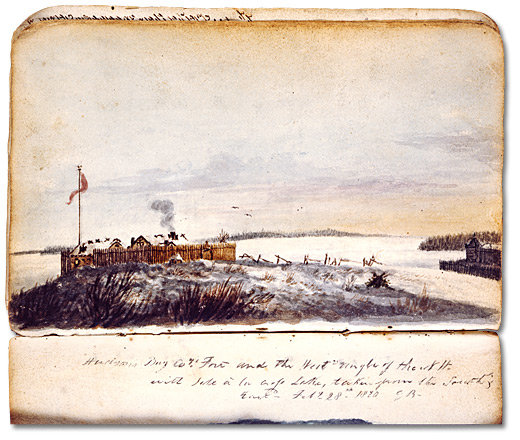

رابطة رسامو الاسكتشات الحضارية هي رابطة دولية من الفنانين الذين يرسمون في مواقع مختلفة من العواصم، المدن والقرى التي يعيشون فيها أو يسافرون إليها. أنشأت تلك الرابطة في عام 2007، على موقع فليكر بواسطة الصحفي غابريل كومباناريو. أنشأ كومباناريو تلك الرابطة في عام 2009 لتكون منظمة غير ربحية . وقد تُرجمت شعار رسامو الاسكتشات الحضارية إلى عدة لغات.
وشعار تلك الرابطة  هو " نحن نظهر العالم، رسمة واحدة تلو الأخري في وقتها !"

## التاريخ
ظهر رسامو الاسكتشات الحضارية على شكل جماعة من الأشخاص وذلك على موقع نشر الصور المشهور (فليكر)، وذلك في عام 2007. مؤسس جماعة رسامو الاسكتشات الحضارية هو الصحفي والرسام التوضيحي الأسباني جابريل كومباناريو حيث يعيش في سياتل يعمل جابريل كصحفي في سياتل تايمز حيث يشارك كفنان وكاتب في آن واحد لكلا من النسخ المطبوعة والمدونات. بدأ الفنانون بمشاركة ونشر رسوماتهم أكثر فأكثر على الإنترنت، قام كومباناريو بإنشاء مجموعة لدعم وترويج  الرسم الصحفي حيث يتم فيه وصف ورسم الحياة الحقيقية كما تحدث أمام الفنانين.
 وبعد مرور سنة واحدة، في عام 2008 أنشأ كومباناريو مدونة رسامو الاسكتشات الحضارية. تكون المشاركة في مدونة رسامو الاسكتشات الحضارية عن طريق الدعوات وعددها محدود حيث يبلغ أقصى عدد مئة فنان.  وأنشأ مصطلح رسامو الاسكتشات الحضارية. يدعى المراسلون من قبل كومباناريو وكوميت للمشاركة باسكتشات صحفية  وفقا لقواعد منتظمة. تكون الاسكتشات مصحوبة بقصص لتوفر خلفية للاسكتش: أين ومتى تم رسم الاسكتش وبعض التفاصيل عن المحتوى الفني- بعض الكلمات أو القصص التي تتماشى مع الرسم وتلك الصور.  حصدت مدونة رسامو الاسكتشات الحضارية  على شعبية ما بين منذ عام 2008 وحتى الوقت الحالي، حيث أنها تجذب المئات وقريبا الآف الزوار بشكل يومي. 
في ديسمبر عام 2009، أقام كومباناريو فكرة رسامو الاسكتشات الحضارية كمنظمة غير قابلة للربح. وتم انتخاب مجلس إدارة لهذه الهيئة. مهمة تلك المنظمة هي رفع القيمة الفنية، ورواية القصص والقيمة العلمية لرسم الأماكن، حيث تعزز مشاركاتها وتعمل كأداة وصل بين الاشخاص  الذين يقومون برسم الأماكن التي يعيشون فيها وأسفارهم في مختلف أنحاء العالم.

## النشاطات
يتضمن شعار لرسامو الاسكتشات الحضارية :
1. نحن نرسم في مواقع، داخلية أو خارجية، حيث نرسم ما نراه عن طريق الملاحظة المباشرة
2. تروي رسوماتنا قصص المناطق المحيطة بنا، الأماكن التي نعيش فيها والأماكن التي نسافر إليها.
3. تعد رسوماتنا بمثابة سجل للزمن والمكان
4. نحن صريحون في نقل المشهد الذي نراه (المشاهد التي نشهدها).
5. نحن نستخدم أي نوع من الوسائط ونعتز بأساليبنا الفردية.
6. نحن نساند بعضنا البعض ونرسم معا.
7. نحن ننشر رسوماتنا على الإنترنت .
8. نحن نظهر العالم،  رسما واحدا في كل مرة.

### رسم
رسامو الاسكتشات الحضارية هم مجموعة متنوعة ومختلفة من الناس ولكن يشتركون في شغفهم لرسم الاسكتشات. على سبيل المثال، تجرى المناقشات عن الأدوات والخامات المستخدمة عندما يتقابل الرسامون في الحياة الواقعية.
يخلق الرسم في الأماكن العامة فرصا رائعة للتواصل والتفاعل. معظم تلك التفاعلات تكون إيجابية وجيدة. ففي بعض الحالات ، قد ينتج عن الرسم داخل المقاهي الحصول على  عرض احتساء كوب مجاني من القهوة من مالك ذلك المقهى، وفي بعض المناسبات النادرة قد ينتج عن رسم الاسكتشات الحصول على دعوة لرسم حدث ثقافي والذي قد يمكن أن يكون حضوره موجه لأشخاص محددين وممنوع لأي شخص آخر. على سبيل المثال، قامت فرقة Flon Flon en Musette وهي مجموعة من الموسيقيين الطامحين بإقامة حفل موسيقي في الشارع وقد تم توثيق ذلك الحفل من خلال رسام تسنى له أن يكون موجود في ذلك الموقع. ولحسن الحظ تم وضع تلك الرسمة  كغلاف لقرص تلك المجموعة الموسيقية ودعي ذلك الرسام لحضور حفل خاص بالفرقة.
في عام 2011 ألف كمباناريو كتابا بعنوان، فن الرسم الحضاري، وقام بتسليط الضوء في الكتاب على مئات من أفضل أعمال رسامو الاسكتشات الحضارية .

### السيمبوزيوم الدولي
نظمت رابطة رسامو الاسكتشات الحضارية فاعليات السيمبوزيوم عن رسامو الاسكتشات الحضارية. وتعد هذه  الندوات او الفاعلية بمثابة احتفالية  تجمع الفنانين، حيث يقومون برسم الاسكتشات لمدة ثلاثة أيام في المواقع المحددة، وحضور العديد من ورش العمل، حلقات النقاش، المحاضرات، ويتعرفون على بعضهم بشكل شخصي ويرسمون.
- عقد السيمبوزيوم الأول للرسم الحضري في بورتلاند، أورجن، بالولايات المتحدة الأمريكية وفي الفترة من 29 إلى 31 يوليو، 2010.
- عقد السيمبوزيوم الثاني للرسم الحضري في ليسبون، بالبرتغال في الفترة من 21 إلى 23 يوليو، 2011. وتم حضورها من قبل 200 شخص.
- عقد السيمبوزيوم الثالث للرسم الحضري في سانتو دومينغو، جمهورية الدومينيك، في الفترة من 12 إلى 14 من شهر يونيو، عام 2012.
- عقد السيمبوزيوم الرابع للرسم الحضري في برشلونا، 11إلى 13 يوليو،2013.[4]
- عقد السيمبوزيوم الخامس للرسم الحضري في باراتي، البارازيل، في الفترة من 27 إلى 30 أغسطس، 2014.[5]
- عقد السيمبوزيوم السادس للرسم الحضري في سنغافورة، في الفترة من 22 إلى 25 يوليو، 2015.[6]
- عقد السيمبوزيوم السابع في مانشستر بالمملكة المتحدة.[7]
- عقد السيمبوزيوم الثامن في تشيكاغو، ليونيس، في الولايات المتحدة الأمريكية في الفترة من 26 إلى 29 يوليو عام 2017.[8]
- عقد السيمبوزيوم التاسع للرسم الحضري في  بورتو بالبرتغال .[9]
- عقد السميوزيوم العاشر في أمستردام بهولندا
- تم تأجيل السيمبوزيوم الحادي عشر والذي كان من المقرر عقده في هونج كونج لتفشي جائحة كورونا
- عقد السيمبوزيوم الحادي عشر في أوكلاند بنيوزيلاندا في ١٩ من أبريل عام ٢٠٢٣

### ورش العمل
بإمكان الفنانين المشاركين في الرسم الحضري باستضافة ورش عمل لأولئك المولعين بالرسم من كافة أرجاء العالم. تهدف الورش لتعليم المهارات المفيدة والتي يتمكن بها الفرد من تطبيق الرسم الحضري. يمكن لورش العمل أن تغطي العديد من المواضيع مثل : المنظور، المشاهد واللقطات، الأشخاص وتجري في البيئة الحضرية المناسبة لهذا الموضوع.

## المجتمعات
أنشأ رسامو الاسكتشات الحضارية العديد من المجتمعات الإقليمية. حيث نظم مراسلي مدونة الرسامين الحضاريين الأصلية ومجموعة فليكر رسامون محليون وذلك أدى إلى بدأ عدد من جروبات الرسم المحلية. وبدأ بعض قادة الرسم الحضري بعمل مجموعات لهم ثم أصبحوا من ضمن جماعة الرسامين الحضاريين.
تعد مهام وأعمال جماعات رسامو الاسكتشات الحضارية المحلية مماثلة لمهام الجماعة العالمية. حيث يتبنى الجميع رؤية رسامو الاسكتشات الحضارية ويتخذون من شعار الجمعية كمبادئ توجيهية رائدة، بينما تبقى كل مجموعة محافظة على تفردها الثقافي والمحلي. تحظى العديد من الجماعات بمدوناتها الخاصة والتي يتم فيها دعوة المراسلين استنادا إلى المعايير المحلية ويتم الترحيب بجماعات الفيسبوك والفليكر.
تعمل جماعات رسامو الاسكتشات الحضارية بشكل فعال في العديد من الدول في قارة أوروبا، وفي أمريكا الشمالية والجنوبية وفي آسيا وفي إفريقيا .

## روابط خارجية
- الموقع الرسمي